# ثر أذني
الثر الأذني (بالإنجليزية: Otorrhea)‏ هو تدفق سائل مصلي أو قيحي أو مخاطي من القناة السمعية الخارجية.
قد يكون مصدر السائل من مجرى الدم أو من السائل الشوكي.
غالبا ما يكون الثر الأذني بسبب عدوى، مثل أثناء التهاب الأذن الخارجية أو التهاب الأذن الوسطى مع انثقاب طبلة الأذن.